# Волоколамск
Волоколамск (на руски: Волоколамск) е град в Русия, административен център на Волоколамски район, Московска област. Населението му през 2017 година е 20 838 души.

## География

### Разположение
Волоколамск е разположен в западната част на Московска област, на брега на река Лама. Намира се на 98 километра от Москва.

### Климат
Климатът във Волоколамск е умереноконтинентален (Dfb по Кьопен) с горещо и сравнително влажно лято и дълга студена зима.